# Nehoiu
Nehoiu è una città della Romania di 11 649 abitanti, ubicata nel distretto di Buzău, nella regione storica della Muntenia.
Fanno parte dell'area amministrativa anche le località di Bâsca Rozilei, Chirleşti, Curmătura, Lunca Priporului, Mlăjet, Nehoiaşu, Păltineni, Stănila, Vineţişu.